# Torneo Internazionale dell'Expo Universale di Parigi 1937
Il Torneo Internazionale dell'Expo Universale di Parigi fu una competizione calcistica per club ad inviti, organizzata nella primavera del 1937 in Francia, in concomitanza con l'omonima esposizione parigina. Costituì la quinta ed ultima edizione della Coppa dei Vincitori organizzata dalla Associazione Svizzera di Football. Considerando l'importanza delle nazioni partecipanti – tra cui la prima volta ufficiale di un club degli allora "maestri" inglesi, inventori del football moderno – questo torneo ha contribuito allo sviluppo delle manifestazioni calcistiche a livello continentale.

## Squadre partecipanti
Parteciparono, in rappresentanza delle rispettive nazioni, le seguenti formazioni:
- Austria Vienna (Secondo nel Campionato austriaco 1936-1937 e vincitrice della Coppa dell'Europa Centrale 1936)
- Bologna (Campione d'Italia 1936-1937)
- Chelsea (Ottavo nel Campionato inglese 1935-1936 e tredicesimo nel Campionato inglese 1936-1937)
- Lokomotive Lipsia (vincitore della Coppa di Germania 1936)
- Olympique Marsiglia (Campione di Francia 1936-1937)
- Phöbus (Quarto nel Campionato ungherese 1935-1936 e nel Campionato ungherese 1936-1937)
- Slavia Praga (Campione di Cecoslovacchia 1936-1937)
- Sochaux (vincitore della Coppa di Francia 1936-1937 e secondo in Campionato francese 1936-1937)

## Torneo

### Quarti di finale
Gare giocate il 30 maggio rispettivamente a Le Havre, Strasburgo, Antibes e Parigi
| Squadra 1      | Risultato | Squadra 2           |
| -------------- | --------- | ------------------- |
| Austria Vienna | 2 - 0     | Lokomotive Lipsia   |
| Slavia Praga   | 2 - 1     | Phöbus              |
| Chelsea        | 1 - 1     | Olympique Marsiglia |
| Bologna        | 4 - 1     | Sochaux             |

### Semifinali
Gare giocate il 3 giugno rispettivamente a Parigi e Lilla
| Squadra 1 | Risultato | Squadra 2      |
| --------- | --------- | -------------- |
| Chelsea   | 2 - 0     | Austria Vienna |
| Bologna   | 2 - 0     | Slavia Praga   |

### Finale 3º-4º posto
Gara giocata il 5 giugno a Saint-Ouen
| Squadra 1    | Risultato | Squadra 2      |
| ------------ | --------- | -------------- |
| Slavia Praga | 3 - 0     | Austria Vienna |

### Finale 1º-2º posto
| Arbitro: | Lucien Leclercq |

|                                    |           |            |
| Reguzzoni 15’, 31’, 65’ Busoni 20’ | Marcatori | 72’ Weawer |